# Amate Amarillo, Tlapa de Comonfort
Amate Amarillo är en ort i Mexiko.   Den ligger i kommunen Tlapa de Comonfort och delstaten Guerrero, i den sydöstra delen av landet, 220 km söder om huvudstaden Mexico City. Amate Amarillo ligger 1 534 meter över havet och antalet invånare är 110.
Terrängen runt Amate Amarillo är lite bergig. Runt Amate Amarillo är det ganska tätbefolkat, med 56 invånare per kvadratkilometer. Närmaste större samhälle är Tlapa de Comonfort, 11,1 km väster om Amate Amarillo. I omgivningarna runt Amate Amarillo växer huvudsakligen savannskog.